# Ceraclea mitis
Ceraclea mitis là một loài Trichoptera trong họ Leptoceridae. Chúng phân bố ở miền Cổ bắc.